# Nicole Fetting
Nicole Fetting (* 27. November 1980 in Halle (Saale)) ist eine ehemalige deutsche Volleyballspielerin.

## Karriere als Volleyballspielerin
Fetting wuchs auf Rügen auf und lernte das Volleyballspiel beim ESV Bergen und später beim Schweriner SC. Sie spielte dann in der Bundesliga zunächst in Hamburg beim TV Fischbek, später beim TV Creglingen und bei den Volley Cats Berlin. Für die deutsche Nationalmannschaft bestritt sie zwischen 2001 und 2004 zwölf Länderspiele. Mit den Roten Raben Vilsbiburg wurde sie 2008 Deutscher Meister und 2009 Pokalsieger. Danach wechselte Nicole Fetting zum 1. VC Wiesbaden, wo sie 2010 Deutsche Vizemeisterin wurde. Nach ihrer Beurlaubung als Spielerin beendete sie im Mai 2011 ihre Karriere in der Bundesliga und wechselte in die zweite Mannschaft des 1. VC Wiesbaden, mit der sie 2012 in die 3. Liga Süd aufstieg.

## Beruf
Fetting ist von Beruf Groß- und Außenhandelskauffrau. Seit Mai 2011 arbeitete sie in der Geschäftsstelle des 1. VC Wiesbaden, zunächst als Bundesliga-Koordinatorin. Von 2012 bis 2015 arbeitete Nicole Fetting als Sportdirektorin und Teammanagerin für den VC Wiesbaden. Von 2015 bis 2018 war sie Geschäftsführerin der VC Wiesbaden Spielbetriebs GmbH. Bereits seit 2014 war Nicole Fetting ehrenamtlich auch Vizepräsidentin der Volleyball-Bundesliga und Sprecherin der 1. Frauen-Bundesliga. Von 2018 bis Ende 2021 war sie DVV-Generalsekretärin. Seitdem ist sie Bundesstützpunktleiterin beim Deutschen Schützenbund (DSB) in Wiesbaden.